# Cornered
Cornered (br Acossado) é um filme estadunidense de 1946, do gênero filme noir, dirigido por Edward Dmytryk e estrelado por Dick Powell e Walter Slezak.

## A produção
Depois de Murder, My Sweet, o astro Powell, no auge da forma, o diretor Dmytryk e o produtor Adrian Scott reuniram-se novamente para este filme cheio de suspense, muito bem visto pela crítica.
Cornered foi um dos maiores sucessos da RKO naquele que foi seu ano mais lucrativo. Dmytryk, que não conseguiu esconder um certo esquerdismo ingênuo no filme, foi responsável por outro grande triunfo do estúdio na mesma temporada: Till the End of Time, que chegou a ser alvo dos homens por trás do Maccartismo.

## Sinopse
Com o fim da Guerra, Laurence Gerard, aviador canadense, sai à caça do responsável pela morte de um grupo de membros da Resistência Francesa, entre eles sua esposa. Descobre que o assassino é o colaboracionista Marcel Jarnac, cuja face ninguém conhece direito — e que, portanto, pode ser qualquer um. Gerard segue a pista do nazista da França a Suíça e dali até a Argentina, onde vive uma suspeita colônia de europeus.

## Elenco
| Ator/Atriz        | Personagem              |
| ----------------- | ----------------------- |
| Dick Powell       | Laurence Gerard         |
| Walter Slezak     | Melchior Incza          |
| Micheline Cheirel | Madame Madeleine Jarnac |
| Nina Vale         | Senhora Camargo         |
| Morris Carnovsky  | Manoel Santana          |
| Luther Adler      | Marcel Jarnac           |
| Edgar Barrier     | DuBois                  |
| Steven Geray      | Tomás Camargo           |
| Jack La Rue       | Diego                   |
| Gregory Gaye      | Perchon                 |